# Craig David
Craig Ashley David (ur. 5 maja 1981 w Southampton) – brytyjski piosenkarz R&B.
Zgodnie z danymi, sprzedał ponad 13 mln albumów na całym świecie.

## Życiorys

### Wczesne lata
Urodził się i dorastał w Southampton w hrabstwie Hampshire. Jest synem Tiny (z domu Loftus), pomocnicy w handlu detalicznym w Superdrug oraz George’a Davida, stolarza. Ojciec Davida jest Grenadyjczykiem, a jego matka jest Angielką, związaną z założycielami spółki zegarmistrzowskiej Accurist; dziadek Davida ze strony matki był ortodoksyjnym Żydem, a jego babka ze strony matki przeszła konwersję na judaizm. Gdy miał osiem lat, jego rodzice się rozeszli, a syn od tamtej pory był wychowywany przez matkę, lecz pozostawał w kontakcie z ojcem. Uczęszczał do szkoły Bellemoor School i Southampton City College.
Jego ojciec grał na basie w zespole reggae Ebony Rockers, który odniósł spory sukces w 1980, oraz sam zachęcał – wówczas 12-letniego – syna do gry na gitarze klasycznej. Craiga jednak bardziej interesowało śpiewanie, a z czasem zaczął towarzyszyć ojcu w lokalnych dyskotekach, w których DJ-e pozwalali mu brać mikrofon, co wykorzystał, by rozmawiać z publicznością i harmonizować nagrania. Wtedy też rozpoczął karierę na brytyjskiej scenie pop.

### Kariera

#### Początki
W wieku 14 lat stał się popularnym MC w lokalnych klubach tańca. Później został DJ-em w pirackiej stacji radiowej, a niebawem zaczął grać muzykę w lokalnych klubach i dyskotekach. Jego początki w audycjach radiowych zakończyły się diametralnie, gdy policja wtargnęła do zatrudniającej go stacji radiowej.
W 1997 uczestniczył w tworzeniu strony B dla brytyjskiej grupy Damage, pracującej wtedy nad coverem utworu „Wonderful Tonight”, który zajął trzecie miejsce na liście przebojów w Wielkiej Brytanii. W tym samym roku David wygrał konkurs na najlepszą piosenkę – „I’m Ready”, która została zamieszczona na stronie B ww. singla. Dzięki temu na Craiga zwrócił uwagę Mark Hill, jeden z członków duetu producenckiego znanego jako Artful Dodger. Pierwsze owoce połączenia amerykańskiego brzmienia R&B i hip-hopu Davida z 2step i UK garage Hilla pojawiły się już w 1999, kiedy to muzycy wspólnie nagrali dwie piosenki: „What Ya Gonna Do” i „Re-Rewind” firmowane przez Artful Dodger z wokalem Craiga. Druga piosenka szybko stała się hymnem wszystkich niezależnych klubów. Utwór „Re-Rewind”, umieszczony na albumie duetu pt. It’s All About the Stragglers, został wydany na singlu, który okazał się jednym z najlepiej sprzedających się krążków w 1999 w Wielkiej Brytanii, torując tym samym Craigowi drogę do kariery solowej.
Po ogromnym sukcesie nagrania „Re-Rewind” podpisał kontrakt z wytwórnią Wildstar i w 2000 zaczął nagrywać piosenki solowe, utrzymane w stylu urban hip-hopu i funkadelic z domieszką reggae, R&B i house’u. Jego pierwsze wzory muzyczne to Terence Trent D’Arby, Michael Jackson i Stevie Wonder. W tym samym roku pojawił się debiutancki singiel Davida, „Fill Me In”, który został wydany przez Colina Lestera i Iana McAndrew z Wildstar Records. Piosenka dotarła do pierwszego miejsca na liście przebojów w Wielkiej Brytanii, co uczyniło Davida najmłodszym artystą solowym, który tego dokonał – miał wówczas 18 lat.

#### Twórczość solowa
Po ciepłym przyjęciu „Fill Me In” David wydał singiel „7 Days”, który stał się europejskim przebojem. W 2000 premierę miał jego debiutancki album pt. Born to Do It, za którego produkcję odpowiadał Mark Hill. Płyta cieszyła się sporą popularnością w Wielkiej Brytanii oraz w innych krajach; rozeszła się łącznie w nakładzie 7 mln egzemplarzy na świecie, zdobywając wielokrotnie status platyny w ponad 20 krajach. Album otrzymał również certyfikat sześciokrotnej platynowej płyty w Wielkiej Brytanii oraz platynowej płyty w USA. W lutym 2001 David otrzymał sześć nominacji do nagród Brit Awards w tym dla najlepszego wokalisty, najlepszego debiutanta i za najlepszy singiel. Otrzymał również kilka nagród Ivor Novello Awards (m.in. za najlepszy dance’owy singiel).
Po dwóch latach przerwy, w listopadzie 2002 wydał swój kolejny album pt. Slicker Than Your Average, który promował singlem „What’s Your Flava?” i „Rise & Fall” (nagranym przy współpracy Stinga). Album nie cieszył się taką popularnością jak poprzedni (Born to Do It), ale również został dobrze przyjęty, zarówno w Wielkiej Brytanii, jak i na świecie. Sprzedano go w ponad 4 mln egzemplarzy, dzięki czemu uzyskał certyfikat potrójnej platynowej płyty w Wielkiej Brytanii oraz złotej płyty w USA. W 2002 David otrzymał trzy nominacje do nagród Brit Awards, m.in. dla najlepszego solowego wokalisty i za najlepszy album (Born to Do It). W 2004 otrzymał nagrodę Goldene Kamera.

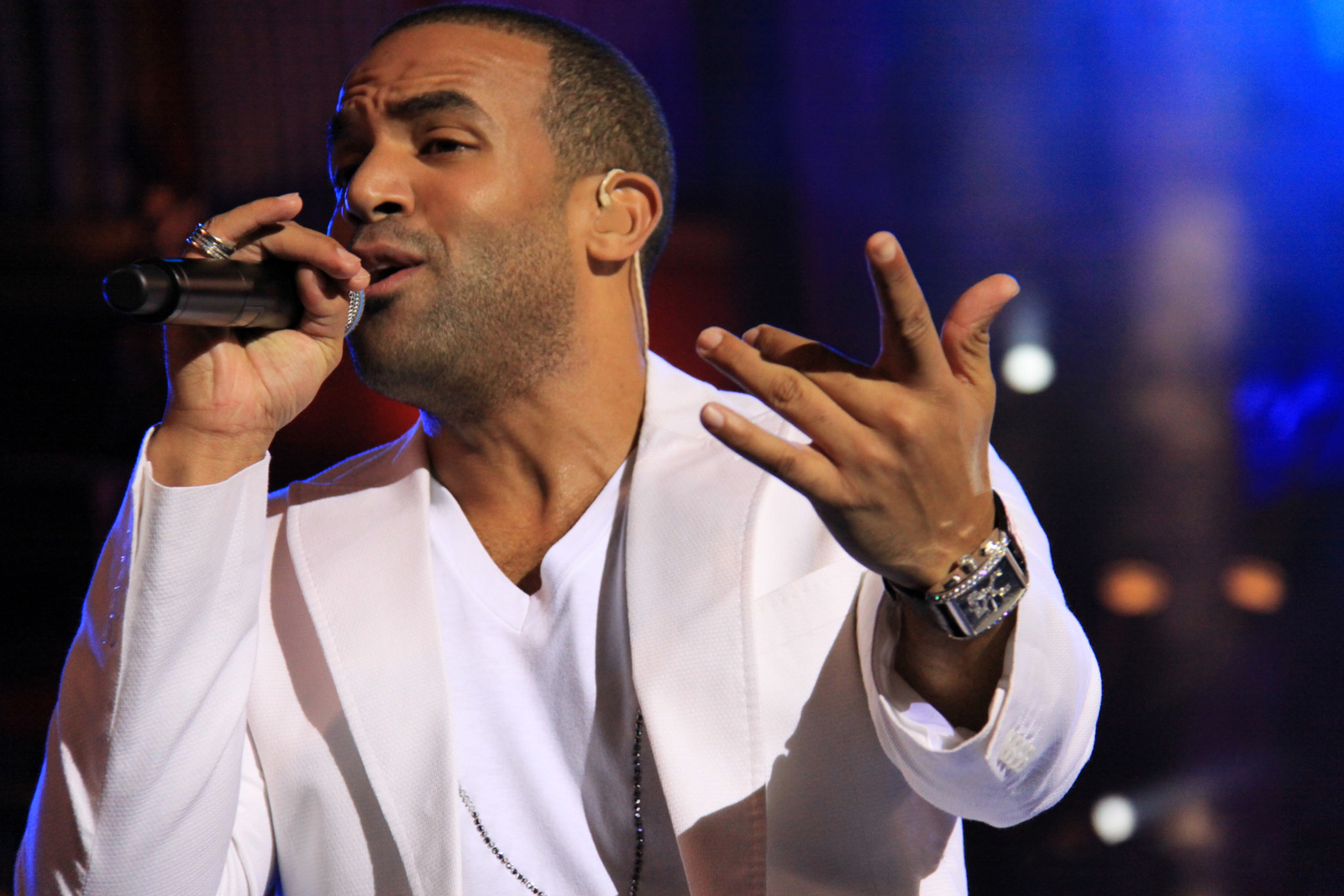
David na koncercie w Gran Canarii, 2009

Latem 2005 wydał album pt. The Story Goes..., nad którym producencko ponownie pracował Mark Hill, a także amerykańscy producenci The Underdogs i kompozytor Rick Nowles. Pierwszym singlem z płyty był utrzymany w dyskotekowym klimacie utwór „All The Way”. Album sprzedano w nakładzie ok. 3 mln egzemplarzy, uzyskał on status podwójnej platynowej płyty w Wielkiej Brytanii. W 2005 David wystąpił na festiwalu w Sopocie.
W 2007 wydał album pt. Trust Me, który promował singlem „Hot Stuff (Let’s Dance)” oraz piosenką „This is the Girl”, którą stworzył przy współpracy z raperem Kano. Album nie odniósł takiej popularności jak poprzednie, ale również znalazł swoich sympatyków na świecie. Sprzedano go w ponad 300 tys. sztuk, dzięki czemu uzyskał status złotej płyty w Wielkiej Brytanii i Japonii. W 2008 piosenkarz wydał swoją pierwszą kompilację pt. Greatest Hits, na której umieścił największe przeboje z poprzednich płyt, m.in. „Walking Away” (z Born to Do It) czy „Hot Stuff (Let’s Dance)” (Trust Me), a także trzy premierowe numery: „Insomnia” (wybrany na pierwszy singiel), „Just Your Imagination” i „Where’s Your Love” (nagrany przy współpracy Tinchy Stryder). Album został sprzedany w ponad 150 tys. sztuk oraz uzyskał status srebrnej płyty w Wielkiej Brytanii. 5 kwietnia 2008 David wystąpił w Polsce podczas rozdania nagród ESKA Music Awards 2008.

## Dyskografia

### Albumy
Albumy studyjne
- Born to Do It (2001)
- Slicker Than Your Average (2002)
- The Story Goes... (2005)
- Trust Me (2007)
- Signed Sealed Delivered (2010)
- Following My Intuition (2016)
- The Time Is Now (2017)
- 22 (2022)
- Commitment (2025)

Albumy kompilacyjne
- Remixes & Live (2001)
- Greatest Hits (2008)
- Rewind – The Collection (2017)

Single
| - „Fill Me In” (2000) - „7 Days” (2000) - „Walking Away” (2000) - „Rendezvous” (2000) - „What’s Your Flava?” (2002) - „Hidden Agenda” (2002) - „Rise & Fall” (feat. Sting) (2003) - „Spanish” (2003) - „World Filled with Love” (2003) - „You Don’t Miss Your Water” (2003) - „All The Way” (2005) | - „Don’t Love You No More (I’m Sorry)” (2005) - „Unbelievable” (2006) - „This Is the Girl” (with Kano) (2007) - „Hot Stuff (Let’s Dance) (2007) - „6 of 1 Thing” (2008) - „Officially Yours” (2008) - „Where’s Your Love” (2008) - „Insomnia” (2008) - „One More Lie (Standing in the Shadows)” (2010) - „All Alone Tonight (Stop, Look, Listen)” (2010) |

## Nagrody i nominacje
| Rok  | Nominacje | Nagrody |
| ---- | --- | --- |
| 2000 | MOBO Awards * Best Video: „7 Days” * Best UK Single of the Year: „Woman Trouble” | MOBO Awards * Best R&B Act * Best UK Newcomer * Best UK Single of the Year „Fill Me In” |
| 2001 | Brit Awards * Best British Album: „Born to Do It” * Best British Dance Act * Best British Male Solo Artist * Best British Newcomer * Best British Single: „7 Days” * Best British Video: „7 Days’ MOBO Awards * Best R&B Act * Best Album: „Born to Do It” MTV Europe Music Awards * Best Male * Best New Act MTV Video Music Awards * MTV2 Award: „Fill Me In” Radio Music Awards * Most Requested Song: „Fill Me In” | Ivor Novello Awards * Best Contemporary Song: „7 Days” * Best Dance Single Award: „Woman Trouble” * Songwriter Of The Year MOBO Awards * Best UK Act MTV Europe Music Awards * Best R&B Act * Best UK & Ireland Act |
| 2002 | BET Awards * Best R&B Male Artist * Best New Artist Brit Awards * Best British Album: „Born to Do It” * Best British Dance Act * Best British Male Solo Artist Grammy Awards * Best Male Pop Vocal Performance: „Fill Me In” MTV Video Music Awards * Best Male Video: „Walking Away” | – |
| 2003 | Brit Awards * Best British Urban Act * Best British Male Solo Artist Grammy Awards * Best Male Pop Vocal Performance: „7 Days” | MTV Video Music Awards Japan * Best Male Video: „What’s Your Flava?” |
| 2004 | – | Goldene Kamera * Pop International |
| 2006 | Brit Awards * Best British Urban Act MTV Video Music Awards Japan * Best R&B Video: „All The Way” | – |
| 2008 | – | Inne nagrody i honory * Honorary Degree, Doctor of Music, Southampton Solent University, 7 November 2008 |
| 2010 | Urban Music Awards * Best Video: „One More Lie (Standing In The Shadows)” | – |